# Othella Harrington
Pour les articles homonymes, voir Harrington.
Othella Harrington (né le 31 janvier 1974, à Jackson, Mississippi) est un ancien joueur américain de basket-ball. Il mesure 2,06 m pour 107 kg et évoluait au poste de pivot ou d'ailier fort.

## Biographie
Il est sélectionné par les Rockets de Houston au 2e tour (30e rang) de la draft 1996, à sa sortie de Georgetown.
Il joua douze saisons en NBA de 1996 à 2008, portant les maillots des Rockets de Houston, des Grizzlies de Vancouver, des Knicks de New York, des Bulls de Chicago et des Bobcats de Charlotte.